# Grand Duke (ciruela)
Grand Duke es una variedad cultivar de ciruelo (Prunus domestica), de las denominadas ciruelas europeas.
Una variedad de las muchas ciruelas valiosas producidas por 'Thomas Rivers', de Sawbridgeworth, Inglaterra. La "Royal Horticultural Society" le otorgó un Certificado de primera clase en 1880. Las frutas tienen una pulpa bastante firme, bastante seca, con un sabor subácido a poco dulce. Tolera las zonas de rusticidad según el departamento USDA, de nivel 5b, 5a, 6b, 6a, 7b, 7a.

## Sinonimia
- "Grossherzog's Pflaume",
- "Grand-Due".

## Historia
'Grand Duke' variedad de ciruela, es una de las muchas ciruelas valiosas producidas por 'Thomas Rivers', de Sawbridgeworth, Inglaterra. La "Royal Horticultural Society" le otorgó un Certificado de primera clase en 1880. No se sabe cuándo se introdujo por primera vez en Estados Unidos, se tiene noticia de que ya en 1888 "Ellwanger y Barry" de Rochester la distribuyeron en partes del estado de Nueva York. En 1897, la "Sociedad Pomológica Estadounidense" agregó esta variedad a su catálogo de frutas y la recomendó para este Estado y regiones vecinas con condiciones climáticas similares.
Consta una descripción del fruto: 1. Hogg Fruit Man. 703. 1884. 2. Mathieu Nom. Pom. 432, 434. 1889. 3. W. N. Y. Hort. Soc. Rpt. 39:100. 1894. 4. Can. Hort. 18:117, Pl. 1895. 5. Cornell Sta. Bul. 131:186, fig. 40 IV. 1896. 6. W. N. Y. Hort. Soc. Rpt. 42:83. 1897. 7. Am. Pom. Soc. Cat. 25. 1897. S.Mich. Sta. Bul. 169:245. 1899. 9. Ohio Sta. Bul. 113:159, Pl. XVI. 1899. 10. Can. Exp. Farm Bul. 2nd Ser. 3:52. 1900. 11. Waugh Plum Cult. 106 fig. 1901. 12. Ohio Sta. Bul. 162:243 fig., 244, 254, 255. 1905.
'Grand Duke' está cultivada en diversos bancos de germoplasma de cultivos vivos, tales como en la Estación experimental Aula Dei de Zaragoza, y en el National Fruit Collection (Colección Nacional de Fruta) de Reino Unido con el número de accesión: 2003-003 y Nombre Accesión : Grand Duke.

## Características
'Grand Duke' árbol de porte extenso, moderadamente vigoroso, erguido, sus hojas de la planta leñosa son caducas, de color verde, forma elíptica, sin pelos presentes, tienen dientes finos en el margen. Flor blanca, que tiene un tiempo de floración que comienza a partir del 6 de abril con el 10% de floración, para el 10 de abril tiene una floración completa (80%), y para el 23 de abril tiene un 90% de caída de pétalos.
'Grand Duke' tiene una talla de tamaño grande, de forma ovalada, alargada, asimétrica, con un lado bastante más desarrollado, con peso promedio de 95.87 g; epidermis tiene una piel gruesa azul oscuro recubierta de una abundante pruina, violácea; sutura con línea poco visible, de color violeta rojizo, con punto pistilar pequeño, de color amarillento o negruzco, indistintamente prominente o superficial en una depresión bastante marcada limitada en su parte dorsal por un pequeño mamelón sobre el que se encuentra el punto pistilar, ligeramente desviado hacia el dorso; pedúnculo de longitud media, grosor variable de mediano a muy grueso, sin pubescencia, con una longitud promedio de 22.63 mm, con la cavidad peduncular estrecha, poco profunda, poco rebajada en la sutura y sin rebajar en el lado opuesto, con frecuencia en el fondo de la cavidad, alrededor de la inserción del pedúnculo se forma un anillo carnoso; pulpa de color verde amarillo anaranjado, en algunas zonas bajo la piel con tinte carmín, textura bastante firme, a veces algo blanda, pastosa, medianamente jugosa, con un sabor subácido a poco dulce, que cuando está muy madura es dulce aromático, muy bueno.
Hueso adherente, mediano o grande, elíptico, surcos poco marcados, superficie rugosa.
Su tiempo de recogida de cosecha se inicia en su maduración de mediados a finales de septiembre.

## Progenie
'Grand Duke' tiene en su progenie como Parental-Padre, a la variedad de ciruela:
- Stanley

## Usos
Una buena opción para enlatar y secar. 